# Niemcy – rok zerowy
Niemcy – rok zerowy (wł. Germania anno zero) – włosko-francusko-niemiecki dramat filmowy z 1948 roku w reżyserii Roberto Rosselliniego. Trzeci komponent jego antyfaszystowskiej trylogii wojennej, z których pierwszym był film Rzym, miasto otwarte (1945), a drugim Paisà (1946).
Zdjęcia kręcono w zniszczonym powojennym Berlinie.

## Obsada
- Edmund Moeschke jako Edmund
- Ernst Pittschau jako ojciec
- Ingetraud Hinze jako Eva
- Franz-Otto Krüger jako Karl-Heinz
- Erich Gühne jako Herr Henning